# Bois de rose du Siam
Espèce
Classification phylogénétique
Statut de conservation UICN

 CR A2cd+4cd : 
En danger critique
Statut CITES
Le bois de rose du Siam ou palissandre du Siam (Dalbergia cochinchinensis) (thaï : พะยูง: Phayung ; vietnamien : Trắc ou Cẩm lai nam bộ; khmer : ក្រញូង, Kranhung ; lao : ກະຍູງ, Kayung ; chinois : 酸枝木 Suān zhī mù ) est une espèce de plantes à fleurs de la famille des Fabaceae. C'est un bois de rose. Dans sa liste rouge, l'UICN le classe comme vulnérable.

## Synonymes
- Amerimnon cambodianum, Pierre
- Amerimnon cochinchinense, Pierre
- Amerimnon fuscum, Pierr
- Dalbergia cambodiana, Pierre
- Dalbergia cochinchinensis, Laness.
- Dalbergia fusca var. enneandra S.Q.Zou & J.H.Liu

## Habitat et répartition
Asie du Sud-Est : 
- Cambodge
- Laos
- Thaïlande : parc national Khao Phra Wihan, parc national de Ta Phraya
- Viêt Nam

## Caractéristiques
Dalbergia cochinchinensis est un arbre qui peut atteindre 40 mètres de haut. Il pousse généralement dans les forêts tropicales sur des sols sablonneux, argileux ou calcaires à une altitude comprise entre 100 et 200 mètres au-dessus du niveau de la mer. 
Le bois de rose du Siam est plus dense que l'eau, à grain fin et riche en huiles et en résines. Ces propriétés lui confèrent une stabilité dimensionnelle, une résistance à l'usure, à la pourriture et aux insectes et, lorsqu'il est neuf, un parfum intense. La densité et la robustesse du bois permettent également de construire des meubles sans utiliser de colle ni de clous, mais plutôt à l'aide des seuls assemblage et du chevillage.
En raison de sa tolérance à la sécheresse et de sa capacité à fixer l'azote, il présente un potentiel pour la restauration des forêts dégradées et des sites déboisés. Par conséquent, sa plantation peut servir à la fois les objectifs de conservation et de restauration des paysages forestiers,.
L'université d'Oxford a publié les transcriptomes de Dalbergia cochinchinensis et de cinq autres espèces de Dalbergia. Il a été constaté que Dalbergia cochinchinensis avait moins de gènes R que le Dalbergia oliveri.

## Demande chinoise

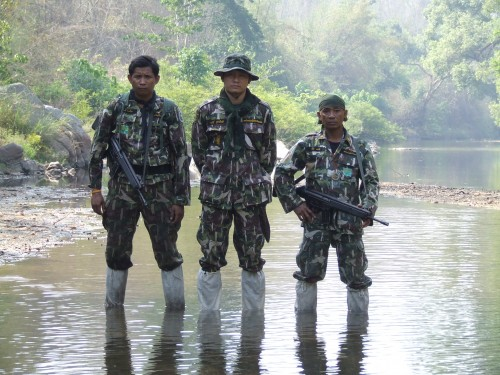
Un groupe du Thahan Phran, une unité paramilitaire thaïlandaise chargé de la surveillance des frontières. Une cinquantaine de gardes-forestiers thaïlandais ont été tués entre 2009 et 2015 dans la lutte contre le braconnage.

La demande de meubles en bois de rose du Siam, principalement en Chine (son prix peut atteindre 100 000$ le mètre-cube) où il est connu sous le nom de hongmu,, a entraîné un accroissement de l'abattage et du trafic illégal, menaçant l'espèce d'extinction et entraînant une guerre avec les braconniers, souvent payés avec de la yaabaa, une méthamphétamine. En 2015, sept gardes forestiers thaïlandais ont été tués en tentant de mettre fin à l'exploitation illégale du bois de rose du Siam, et 40 le furent entre 2009 et 2013. La pandémie de Covid-19 a entraîné un renforcement des contrôles à la frontière entre le Cambodge et la Thaïlande, ce qui aurait entraîné une diminution du braconnage.
Le braconnage de bois rose du Siam entraîne aussi une diminution de la population des gibbons à bonnet en Thaïlande
De 2005 à 2015, 798 tonnes de palissandre du Siam furent saisis